# Luis Prado
Luis Prado (Alicante, 1972) es un cantante, pianista y compositor de pop español, fundador de la banda Señor Mostaza.

## Biografía
Fundó la banda The Flauters en 1995 junto a Paco Tamarit, Alejandro Climent Boli y Eliseo Gil, con los que publicó tres álbumes para el sello Al.leuia Records. En 2002 crea Señor Mostaza, junto a Paco y Boli, a los que se une Eduardo Olmedo y con los que publica 5 álbumes de estudio, 2 en directo y un recopilatorio con el sello Hall Of Fame Records, que a partir de aquí lanza todos sus discos posteriores. En 2012 compone la banda sonora de la película El Efecto K. El Montador de Stalin (Valentí Figueres) y en 2016 publica su primer trabajo como solista, Mis Terrores Favoritos, en el que participan Miguel Ríos, Coque Malla y Guille Milkyway. Al mismo tiempo, es un cotizado músico de sesión, que ha grabado y girado con M Clan, Miguel Ríos, Malcolm Scarpa, Tequila, Caballero Reynaldo o Fito Cabrales, entre otros muchos. 
Con “Estoy Gordo”, el tema que abría el disco “Mis Terrores Favoritos”, se coló en las listas de los 50 más virales de Spotify en Argentina, México y Costa Rica.
En 2019, tras un paréntesis algo intimista en el que publica sus particulares versiones a piano y voz de sus clásicos favoritos, “Luis Prado Plays Standards” vol. I y II , vuelve con el sencillo “Deberías (hacer algo con tu vida) / Tu Red Social”, preámbulo del nuevo álbum previsto para febrero de 2021.

## Discografía

### Álbumes conThe Flauters
- The Flauters (1996)
- Insert coin (1996)
- Hay enanos fuera (1998)

### Álbumes conSeñor Mostaza
- Pianoforte EP (2002)
- Mundo interior (2005)
- Somos poco prácticos (2008)
- Podemos sonreír (2010)
- Plays Revolver... live (2012)
- Delitos y faltas (2013)
- En resumen (2014)
- Plays Sto. Peppers ... live (2017)
- Bikini Club ... live 2010 (2022)

### Como solista
- El efecto K BSO (2013)
- Mis terrores favoritos (2016)
- Plays Standards Vol. 1 (2017)
- Plays Standards Vol. 2 (2018)
- Deberías (hacer algo con tu vida) / Tu red social (single) (2019)
- El tsunami emocional (2021)
- En directo en Loco Club ...live (2022)
- La estafa de la vida adulta (2024)

### Colaboraciones[1]
- Usar y tirar (con M Clan, 1999)
- Sin enchufe (con M Clan, 2001)
- Studio 54  (con Caballero Reynaldo, 2002)
- Defectos personales  (con M Clan, 2002)
- Las cosas cambian (con Malcolm Scarpa, 2004)
- Por la boca vive el pez (con Fito & Fitipaldis, 2006)
- Dúos, tríos y otras perversiones (con Ariel Rot, 2007)
- La felicidad (con Sole Giménez, 2008)
- Memorias de un espantapájaros (con M Clan, 2008)
- Solo o en compañía de otros (con Miguel Ríos, 2008)
- The Grand Kazoo (con Caballero Reynaldo, 2009)
- Dos noches en el Price (con M Clan, 2014)
- Bye Bye Ríos (con Miguel Ríos, 2014)